# 佩尔特莱布列讷
佩尔特莱布列讷（法語：Perthes-lès-Brienne，法語發音：[pɛʁt lɛ bʁijɛn]，意为“布列讷附近的佩尔特”）是法国奥布省的一个市镇，位于该省东北部，属于奥布河畔巴尔区。

## 地理
佩尔特莱布列讷（48°25'49"N, 4°32'23"E）面积3.63 平方千米，位于法国大東部大區奥布省，该省份为法国中北部省份，北起马恩省，西接塞纳-马恩省，西南至约讷省，东南至科多尔省，东临上马恩省。
与佩尔特莱布列讷接壤的市镇（或旧市镇、城区）包括：布利尼库尔、拉西库尔、罗奈洛皮塔勒、圣莱热苏布列讷、瓦朗蒂尼。

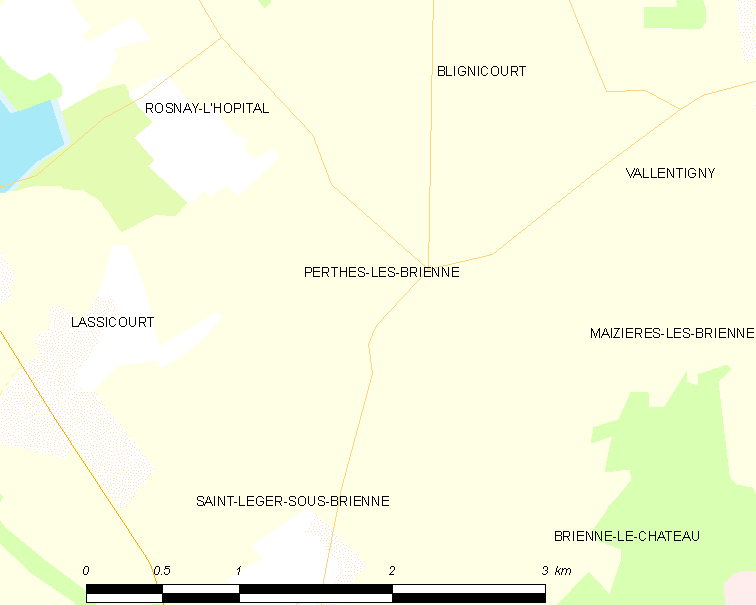
佩尔特莱布列讷的OSM定位图

佩尔特莱布列讷的时区为UTC+01:00、UTC+02:00（夏令时）。

## 行政
佩尔特莱布列讷的邮政编码为10500，INSEE市镇编码为10285。

## 政治
佩尔特莱布列讷所属的省级选区为布列讷堡县。

## 人口

1962-2008年间佩尔特莱布列讷人口变化图示

佩尔特莱布列讷于2022年1月1日时的人口数量为63人。